# Caryocolum blandella
Caryocolum blandella — вид лускокрилих комах з родини виїмчастокрилі молі (Gelechiidae).

## Поширення
Вид поширений у Центральній та Північній Європі на схід до Уральських гір і півдня Сибіру.

## Опис
Метелики дуже схожі на Caryocolum blandelloides, Caryocolum blandulella, Caryocolum huebneri та Caryocolum kroesmanniella. Відрізняються лише будовою геніталій.

## Спосіб життя
Личинки живляться на зірочнику лісовому (Stellaria holostea). Молоді личинки мінують листя рослини-господаря. Їх можна зустріти з квітня по червень.